# Wspomnienie liturgiczne
Wspomnienie (łac. memoria) – w liturgii rzymskiej dzień obchodów w roku liturgicznym o randze mniejszej niż święto. Dzień obchodów wspomnienia wyznacza data lub kalendarz liturgiczny (→święta ruchome). W tradycyjnej (przedsoborowej) terminologii liturgicznej wspomnieniom odpowiadają święta III klasy (łac. festa III. classis, przed 1960 duplicia i semiduplicia).
Wspomnienia dzielą się na ogólne (obchodzone w całym Kościele) lub własne (obchodzone lokalnie) oraz na obowiązkowe lub dowolne (łac. memoria ad libitum). Jeżeli w danym dniu przypada kilka wspomnień, to pierwszeństwo ma wspomnienie obowiązkowe. Jeżeli natomiast przypada w danym dniu kilka wspomnień wyłącznie dowolnych, to wybrać można tylko jedno. W okresie Wielkiego Postu wszystkie wspomnienia obchodzi się jako dodatkowe (zachowują one formularz dnia, z wyłączeniem kolekty o wspominanym świętym; w godzinie czytań dodaje się także trzecią lekcję wraz z responsorium). Należy mieć na uwadze, że w polskiej terminologii przedsoborowej wspomnieniem lub komemoracją (łac. commemoratio) nazywa się inny typ obchodu, zestaw modlitw (o świętym lub o tajemnicy dnia) dołączanych obowiązkowo w pewne dni do modlitw mszalnych i niektórych brewiarzowych, ale nie stanowiących głównej treści danego dnia liturgicznego. 
Obchody wspomnienia liturgicznego zawarte są w granicach doby.
Wspomnienia mogą mieć własny formularz mszalny lub formularz części wspólnych dla danego typu wspomnień (np. części wspólne dla liturgii wspomnień o zakonnikach). W liturgii mszalnej wspomnienia występują jedynie dwa czytania biblijne i pomijane są formy uroczyste tj. Gloria i Credo. Również w Liturgii Godzin wspomnienia mogą mieć formularz własny lub formularz wspólny dla danego typu wspomnień.
Obchody wspomnienia ustępują pierwszeństwa liturgicznego wszystkim obchodom liturgicznym z wyjątkiem dni powszednich. Jeżeli wspomnienia zbiegają się z innymi obchodami, to w danym roku pomijane są w ogóle.
Obchodzenie wspomnień przez lud nie jest nakazane żadnym prawem.